# Crepicardus trisulcatus
Crepicardus trisulcatus – gatunek chrząszczy z rodziny sprężykowatych i plemienia Crepidomenini.

## Taksonomia
Gatunek został opisany w 1975 przez Claude'a Girarda. W rodzaju Crepicardus tworzy wraz z C. mocquerysi grupę gatunkową trisulcatus.

## Występowanie
Gatunek jest endemitem Madagaskaru.